# ويليام جيمس (لاعب كريكت)
ويليام جيمس (1858 بكانتربيري في المملكة المتحدة - ) (بالإنجليزية: William James)‏ هو لاعب كريكت بريطاني. لعب مع Kent County Cricket Club ‏.

## وصلات خارجية
- ويليام جيمس على موقع إي آس بي آن كريك إنفو (الإنجليزية)